# آلن گومیس
آلن گومیس (فرانسوی: Alain Gomis‎؛ زادهٔ ۶ مارس ۱۹۷۲) کارگردان فیلم و فیلم‌نامه‌نویس اهل فرانسه است.
از فیلم‌ها یا مجموعه‌های تلویزیونی که وی در آن‌ها نقش داشته‌است، می‌توان به امروز اشاره نمود.
وی همچنین برندهٔ جوایزی همچون جایزه بزرگ هیئت داوران (جشنواره فیلم برلین) شده‌است.